# 米蘭達上尉鎮
米蘭達上尉鎮（西班牙語：Capitán Miranda），是巴拉圭的城鎮，位於該國東南部，由伊塔普阿省負責管轄，距離恩卡納西翁6公里，始建於1914年，面積224平方公里，海拔高度196米，2002年人口8,667，人口密度每平方公里38.69人。
27°13′12″S 12°55′47″W / 27.22000°S 12.92972°W